# Amleto (film 1910)
Amleto è un film del 1910, diretto da Mario Caserini.